# Wilhelm Landig
Wilhelm Landig (* 20. Dezember 1909 in Wien; † 1997) war ein österreichischer rechtsextremer Schriftsteller. Als ehemaliges SS-Mitglied verfasste er ab 1971 eine Romantrilogie über den Thule-Mythos, die vor allem in rechtsextremen Kreisen Verbreitung erfuhr.

## Leben und Werk
Wilhelm Landig wuchs in Wien auf und war bereits in seiner Jugend Anhänger Adolf Hitlers. 1920 erhielt er eine militärische Ausbildung in einem Mittelschul-Freikorps. 1926 trat er der Hitlerjugend bei, Herbst 1933 der SS. Nach dem gescheiterten Lamprechtshausener NS-Putsch in Wien 1934 flüchtete er ins Deutsche Reich und schloss sich dem Sicherheitsdienst des Reichsführers SS (SD) und später der 8. SS-Kavallerie-Division „Florian Geyer“ an, bei letzterer stieg er bis zum Oberscharführer auf. Er arbeitete danach am Arbeitswissenschaftlichen Institut der Deutschen Arbeitsfront in Berlin und wurde nach dem Anschluss Österreichs zurück nach Wien beordert, wo er Sachbearbeiter des SD für Geheime Reichssachen wurde. Er unterstand direkt Baldur von Schirach, hatte aber auch gute Beziehungen zu Heinrich Himmler. Zum 1. Mai 1938 trat er offiziell der NSDAP bei (Mitgliedsnummer 6.297.877).
Nach eigenen Angaben arbeitete Landig zu dieser Zeit an der Entwicklung der sogenannten Reichsflugscheiben, die später zu einem gängigen Motiv von Verschwörungstheorien wurden. Über sein genaues Wirken in der NS-Zeit ist wenig bekannt. Von 1942 an war er an der Partisanenbekämpfung auf dem Balkan für die Waffen-SS tätig. 1944 wurde er in Belgrad verwundet und kehrte nach Wien zurück, wo er in der Abteilung I des SD arbeitete. Nach Kriegsende kam er 1945 in britische Kriegsgefangenschaft. Nach seiner Freilassung 1947 verkaufte er sowjetische Geheimdienstinformationen an die Dienste der Westmächte. Gemeinsam mit Rudolf J. Mund gründete er einen Kreis, der versuchte, das Trauma der Niederlage durch eine Kombination rassistischer Mythen mit Okkultismus zu überwinden. Im Mittelpunkt stand eine „Blaue Insel“ in der Arktis, von der aus das traditionelle Leben zurückerobert werden würde. Diese Idee ging zurück auf Julius Evola und sein Buch Erhebung wider die moderne Welt aus dem Jahr 1934. Landig schloss sich diversen rechten Parteien an, so dem Verband der Unabhängigen (ein Vorläufer der FPÖ) und der DNAP.
Landig gab eine Reihe rechtsextremer Schriften heraus, so die Monatszeitschrift Kommentare zum Zeitgeschehen und ab 1955 die Europa-Korrespondenz. Er gründete außerdem den Volkstum-Verlag in Wien, in dem auch seine eigenen Bücher erschienen. Sein Hauptwerk wurde die Thule-Trilogie, mit den Bänden Götzen gegen Thule (1971), Wolfszeit um Thule (1980) und Rebellen für Thule – Das Erbe von Atlantis (1991). In diesen Bänden, die der Trivialliteratur zuzurechnen sind, verwendet er diverse gängige rechtsradikale Verschwörungstheorien, so die Reichsflugscheiben, diverse Mythen über die Organisation der ehemaligen SS-Angehörigen (ODESSA), den Speer des Schicksals und die Schwarze Sonne. In den Mittelpunkt der Romane stellt er jeweils eine wechselnde SS-Mannschaft, die immer kurz nach dem Zweiten Weltkrieg aktiv ist. „Thule“ bezeichnet einen letzten Rückzugsort des NS-Staats in der Antarktis. Dabei ist die SS Landigs wichtigster Bezugspunkt gegenüber einer korrupten NSDAP, die sich im Roman am „Reichsschatz“ bedient. Landig gibt der Trilogie einen seriösen Anstrich, indem er behauptet, sein geheimes Wissen in Romanform verpackt zu haben, um so die Geheimhaltungspflicht zu umgehen. Die als Helden geschilderten SS-Männer von Thule bekämpfen Freimaurer und „Hilfstruppen des Berges Zion“, ein Codewort für Juden, denen unterstellt wird, eine Weltregierung errichten zu wollen. Als Antrieb der Flugscheiben diente die Vril-Energie, ein Konzept aus dem 1871 erschienenen phantastischen Roman The Coming Race von Edward Bulwer-Lytton. Mit diesem eschatologischen Narrativ konnte Landig die Niederlage des Nationalsozialismus als bloße Episode in seinem esoterischen Kampf darstellen, dessen letzte Schlacht erst noch bevorstünde.

## Bedeutung
Gemäß Anton Maegerle und Paul Friedrich Heller war Wilhelm Landig einer der „profilierteste[n] Vertreter nationalsozialistischer Esoterik im deutschsprachigen Raum“. Zudem sei er auch als Bindeglied zwischen diversen Vertretern des Nationalsozialismus und der Neuen Rechten bekannt gewesen. So habe er Treffen organisiert und sich an illegalen Aktivitäten beteiligt. Zu seinen Bekannten zählten unter anderem Miguel Serrano, Hans-Ulrich Rudel und Jürgen Rieger. Landig stand zudem in direktem Austausch mit einer jüngeren Generation von neonazistisch-esoterischen Autoren, vor allem mit denjenigen der Tempelhofgesellschaft. Diese trug maßgeblich zur Weiterentwicklung und Verbreitung der Ideen des Kreises um Landig bei.

## Werke
- Humor hinter Stacheldraht. Heitere Seiten eines ernsten Kapitels. Royal-Edition, Wien 1951.
- Götzen gegen Thule. Ein Roman voller Wirklichkeit. Hans Pfeiffer Verlag, Hannover 1971, ISBN 3-87632-208-1.
- Wolfszeit um Thule. Volkstum-Verlag Landig, Wien 1980, ISBN 3-85342-033-8.
- Rebellen für Thule. Das Erbe von Atlantis. Volkstum-Verlag Landig, Wien 1991, ISBN 3-85342-044-3.